# My Mind's Eye
"My Mind's Eye" is de zesde single van de Britse rockgroep Small Faces. Het liedje werd geschreven door Steve Marriott en Ronnie Lane. Zij schreven ook de B-kant, "I Can't Dance With You". De relatie tussen bandmanager Don Arden en de band was indertijd erg verslechterd. Terwijl de band door Engeland toerde, liet Arden deze single op 11 november 1966 uitgeven door Decca Records. Marriott was hier niet blij mee: "I think he took it straight from the tape of the demo. But we hadn't finished with it, and even if we had, we wouldn't have wanted it as a single." Een paar maanden later vertrok de band naar Immediate Records en werd Arden achtergelaten bij Decca. De single bereikte de vierde plaats in de Britse hitlijst en de vijftiende plaats in de Nederlandse Top 40.

## Musici
- Ronnie Lane - basgitaar, zang
- Kenney Jones - drums
- Ian McLagan - toetsen
- Steve Marriott - zang, gitaar

## Hitnoteringen

### Nederlandse Top 40
| Hitnotering in de Nederlandse Top 40 | Hitnotering in de Nederlandse Top 40 | Hitnotering in de Nederlandse Top 40 | Hitnotering in de Nederlandse Top 40 | Hitnotering in de Nederlandse Top 40 | Hitnotering in de Nederlandse Top 40 | Hitnotering in de Nederlandse Top 40 | Hitnotering in de Nederlandse Top 40 | Hitnotering in de Nederlandse Top 40 | Hitnotering in de Nederlandse Top 40 |
| Week:                                | 1                                    | 2                                    | 3                                    | 4                                    | 5                                    | 6                                    | 7                                    | 8                                    | 9                                    |
| ------------------------------------ | ------------------------------------ | ------------------------------------ | ------------------------------------ | ------------------------------------ | ------------------------------------ | ------------------------------------ | ------------------------------------ | ------------------------------------ | ------------------------------------ |
| Positie:                             | 36                                   | 22                                   | 19                                   | 15                                   | 19                                   | 18                                   | 26                                   | 35                                   | uit                                  |

### UK Singles Chart
| Hitnotering in de UK Singles Chart: 19-11-1966 t/m 28-01-1967 | Hitnotering in de UK Singles Chart: 19-11-1966 t/m 28-01-1967 | Hitnotering in de UK Singles Chart: 19-11-1966 t/m 28-01-1967 | Hitnotering in de UK Singles Chart: 19-11-1966 t/m 28-01-1967 | Hitnotering in de UK Singles Chart: 19-11-1966 t/m 28-01-1967 | Hitnotering in de UK Singles Chart: 19-11-1966 t/m 28-01-1967 | Hitnotering in de UK Singles Chart: 19-11-1966 t/m 28-01-1967 | Hitnotering in de UK Singles Chart: 19-11-1966 t/m 28-01-1967 | Hitnotering in de UK Singles Chart: 19-11-1966 t/m 28-01-1967 | Hitnotering in de UK Singles Chart: 19-11-1966 t/m 28-01-1967 | Hitnotering in de UK Singles Chart: 19-11-1966 t/m 28-01-1967 | Hitnotering in de UK Singles Chart: 19-11-1966 t/m 28-01-1967 | Hitnotering in de UK Singles Chart: 19-11-1966 t/m 28-01-1967 |
| Week:                                                         | 1                                                             | 2                                                             | 3                                                             | 4                                                             | 5                                                             | 6                                                             | 7                                                             | 8                                                             | 9                                                             | 10                                                            | 11                                                            | 12                                                            |
| ------------------------------------------------------------- | ------------------------------------------------------------- | ------------------------------------------------------------- | ------------------------------------------------------------- | ------------------------------------------------------------- | ------------------------------------------------------------- | ------------------------------------------------------------- | ------------------------------------------------------------- | ------------------------------------------------------------- | ------------------------------------------------------------- | ------------------------------------------------------------- | ------------------------------------------------------------- | ------------------------------------------------------------- |
| Positie:                                                      | 29                                                            | 15                                                            | 8                                                             | 4                                                             | 4                                                             | 10                                                            | 15                                                            | 10                                                            | 20                                                            | 32                                                            | 48                                                            | uit                                                           |